# Kántor Lajos (filológus)
Kántor Lajos (Dés, 1890. szeptember 20. – Kolozsvár, 1966. április 19.) magyar pedagógus, filológus, tankönyvíró. Ifjabb Kántor Lajos apja.

## Életútja
A dési állami gimnázium elvégzése (1910) után latin–görög–ókori történelem szakos tanári diplomát szerzett a budapesti egyetemen (1914); Eötvös-kollégista volt. Az első világháború kitörésekor bevonult frontszolgálatra, hadifogságba esett, s csak 1921 végén került haza. A Kolozsvári Református Leánylíceum tanára (1922–40), ugyanitt a Gyakorló Főgimnázium igazgatója (1940–44), tanár a Kolozsvári Református Fiúkollégiumban, közben a tanítóképzőben is (1944–51), majd a Román Akadémia keretében a román–magyar szótárszerkesztő közösség munkatársa (1951–53), korrektor a Tudományos Könyvkiadónál (1953–55).

## Munkássága

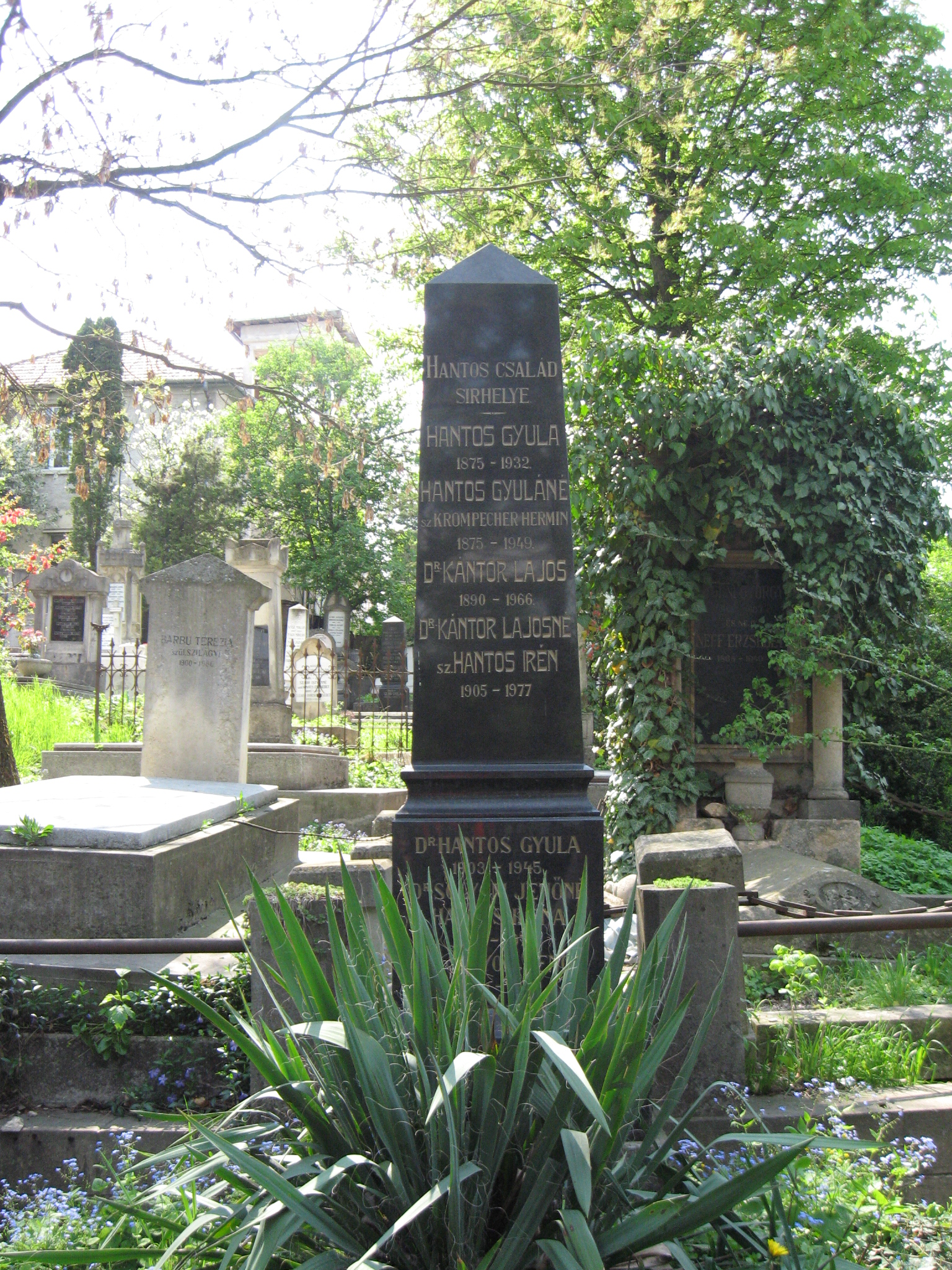
Sírja a Házsongárdi temetőben.

Első megjelent írása a Theophrasztosz görög természettudós és filozófus Jellemrajzok c. gyűjteményéről szóló doktori értekezés (Budapest, 1914). A romániai magyar tudományos életbe mint az EME titkára (1927–41) kapcsolódott be. Tanulmányaiban Caragiale egyik novellájának forrásával (Societatea de Mîine 1927), Alexandru Odobescu magyar vonatkozású levelezésével (Erdélyi Irodalmi Szemle, 1929), az EME működésével (Erdélyi Magyar Évkönyv, 1918–1929. Kolozsvár, 1930) és előadásaival (Pásztortűz, 1936/8), Stephan Ludwig Roth halálával foglalkozott (Siebenbürgische Vierteljahresschrift, 1938/3–4), továbbá az állampolgárságra való neveléssel Platónnál (Erdélyi Múzeum-Egyesület-emlékkönyv 1939).
Latin tankönyvei a III. és IV. osztály számára több kiadásban jelentek meg (1930, 1935, 1947). A kolozsvári Tanárképző Intézet Gyakorló Gimnáziumának évkönyveit szerkesztette (1941–44). Cikkei jelentek meg a Magyar Nép, Ellenzék, Újság, Erdélyi Iskola, Tanáregyesületi Közlöny, Református Szemle, Pásztortűz, Erdélyi Szemle, Keleti Újság hasábjain is.

## Kötetei
- Műkedvelők Színmű-tára (Magyar Nép Könyvtára 12–13. Kolozsvár, 1925);
- Az Erdélyi Múzeum-Egyesület problémái (ETF 23. Kolozsvár, 1930. Románul és franciául a Glasul Minorităților, Lugos, 1930/6);
- Hídvégi gróf Mikó Imre szózata 1856-ban az Erdélyi Múzeum és az Erdélyi Múzeum-Egyesület megalakítása érdekében (ETF 37. Kolozsvár, 1931);
- Magyarok a román népköltészetben (ETF 53. Kolozsvár, 1933);
- Kölcsönhatás a magyar és román népköltészetben (ETF 56. Kolozsvár, 1933);
- Erdély a világháborút tükröző román irodalomban (ETF 66. Kolozsvár, 1934);
- Czegei gróf Wass Ottilia, az Erdélyi Múzeum-Egyesület nagy jótevője (ETF 96. Kolozsvár, 1938);
- Párhuzam az Erdélyi Múzeum-Egyesület és az ASTRA megalakulásában és korai működésében (ETF 116. Kolozsvár, 1940).